# Glenea theodosia
Glenea theodosia é uma espécie de escaravelho da família Cerambycidae. Foi descrita por James Thomson em 1879.  É conhecida a sua existência nas Filipinas e Malásia.

## Subespecie
- Glenea theodosia palavensis Aurivillius, 1903
- Glenea theodosia theodosia Thomson, 1879